# Yeltsin Álvarez
Yeltsin Delfino Álvarez Castro (Guatemala, 2 de noviembre de 1994) es un futbolista profesional guatemalteco quién juega para Cobán Imperial y el equipo nacional guatemalteco.
Debute internacionalmente en un partido amistoso el 15 de agosto de 2018 en un 3-0 victoria en contra Cuba.
En 16 de noviembre de 2019, Álvarez puntuó su gol primero para Guatemala en contra Puerto Rico en un 5-0 victoria que promueve su equipo a Liga B en el Liga de Naciones de la Concacaf.

## Carrera internacional

### Goles internacionales
Las puntuaciones y los resultados listan la cuenta de gol de Guatemala primero.
| Núm. | Fecha                   | Local                                                          | Adversario        | Puntuación | Resultado | Competición                                          |
| ---- | ----------------------- | -------------------------------------------------------------- | ----------------- | ---------- | --------- | ---------------------------------------------------- |
| 1.   | 16 de noviembre de 2019 | Estadio Doroteo Guamuch Flores, Ciudad de Guatemala, Guatemala | Puerto Rico       | 4–0        | 5–0       | Liga C de la Liga de Naciones de la Concacaf 2019-20 |
| 2.   | 21 de noviembre de 2019 | Estadio Israel Barrios, Coatepeque, Guatemala                  | Antigua y Barbuda | 1–0        | 8–0       | Amistoso                                             |